# 김정은 (가수)
김정은(12월 8일 ~ )은 대한민국의 가수, 작사가, 대학 교수로, 가수 이은하의 고종사촌 여동생이기도 하다.

## 생애
1988년 언더그라운드 라이브 클럽에서 가수로 첫 데뷔한 후, 2년이 지난 1990년 12월 당시, 내년도 영국령 홍콩에서 열리는 〈Voice of Asia〉에 출전할 대한민국 대표를 뽑는 취지의 장(場)으로써, 서울에서 열린 〈1991 보이스 오브 에이시아 인 홍콩〉의 대한민국 국내 본선에서 1등상을 차지하여 본격 데뷔하였고, 1994년 신윤미, 최선원, 김신우, 백종우, 김민경 등과 아울러 팝 음악 보컬 그룹 〈마로니에〉의 구성원으로 활동하였으며 이듬해 1995년 솔로 가수로 정식 데뷔하였다.
2007년 음악가 출신의 최경호(4년 연하의 록 음악 전자 기타리스트 겸 전자 키보디스트 출신)와 결혼하여 2011년 득남하였다.

## 학력
- 서울숭덕초등학교 (졸업)
- 성신여자중학교 (졸업)
- 서울영란여자상업고등학교 (졸업)
- 서울디지털대학교 사회복지학과 (졸업)

## 음반

### 정규 음반
- 1995년 1집 《프러포즈》 ... 주요 수록곡 - 프러포즈, 널 사랑해
- 1999년 2집 《두 번째 프러포즈》 ... 주요 수록곡 - 그래도 난, 오렌지 나무
- 2006년 3집 《해피엔딩》 ... 주요 수록곡 - 화수목, 널 사랑해 2006

### CCM
- 2008년 CCM 1집 정규 CCM 앨범 《김정은 Blessing No.1 lucky7》

## 가수 외 활동

### 예능
- 2020년 MBC 《미스터리 음악쇼 복면가왕》 - 숨어도 소용없어요~ 제가 다 찾아냅니다! 숨은그림찾기